# غياري
غياري (بالإنجليزية: Gyari)‏ هي منطقة سكنية تقع في الصين في أزمة التبت والصين. يقدر عدد سكانها بـ 328* نسمة وترتفع عن سطح البحر 5,036 متر.